# 13788 Dansolander
A 13788 Dansolander (ideiglenes jelöléssel 1998 UY26) a Naprendszer kisbolygóövében található aszteroida. Eric Walter Elst fedezte fel 1998. október 18-án.